# Saint-Sylvestre (Fribourg)
Pour les articles homonymes, voir Saint-Sylvestre.
Saint-Sylvestre (Sankt Silvester en allemand, Santifaschtús en suisse allemand, Chin Chavithro  en patois fribourgeois) est une localité et une commune suisse du canton de Fribourg, située dans le district de la Singine.

## Géographie
Selon l'Office fédéral de la statistique, Saint-Sylvestre mesure 7,07 km2. 7,9 % de cette superficie correspond à des surfaces d'habitat ou d'infrastructure, 52,7 % à des surfaces agricoles, 37,3 % à des surfaces boisées et 2,1 % à des surfaces improductives.
Saint-Sylvestre est limitrophe de Giffers, Le Mouret, Plasselb et Tentlingen.

## Démographie
Selon l'Office fédéral de la statistique, Saint-Sylvestre compte 1 017 habitants en 2022. Sa densité de population atteint 144 hab./km2. 
Le graphique suivant résume l'évolution de la population de Saint-Sylvestre entre 1850 et 2008 :